# ایوان وارگیچ
ایوان وارگیچ (کرواتی: Ivan Vargić؛ زادهٔ ۱۵ مارس ۱۹۸۷) یک بازیکن فوتبال اهل کرواسی است.
از باشگاه‌هایی که در آن بازی کرده‌است می‌توان به رییکا و باشگاه فوتبال لاتزیو اشاره کرد.
وی همچنین در تیم ملی فوتبال کرواسی بازی کرده‌است.